# Lucha Revolucionaria
Lucha Revolucionaria (en griego: Επαναστατικός Αγώνας, Epanastatikós Agónas) es una organización de guerrilla urbana griega de ideología anarquista. Es descrito como terrorista por el Gobierno y los medios de comunicación, conocido por sus ataques contra edificios gubernamentales griegos, además de atentar contra la Embajada de Estados Unidos en Atenas y contra los medios de comunicación.

## Historia
El grupo empezó sus ataques con bombas por primera vez en el año 2003, cuando pusieron un explosivo a un juzgado de Atenas, siguiéndole un ataque con bomba en 2004 en el Ministerio de Trabajo y a un convoy de autobuses de la policía griega. El 22 de diciembre de 2005, el grupo publicó un manifiesto en la revista satírica griega "To Pontiki", en la que expresó sus objetivos ideológicos antiglobalización y su antiamericanismo. En enero de 2007, una llamada anónima por parte del grupo terrorista, reivindicó la responsabilidad de un ataque con misiles contra la Embajada de Estados Unidos en Atenas.
Tras el ataque del 12 de enero de 2007 con misiles, las autoridades griegas describen al grupo como un derivado de la Organización Revolucionaria 17 de Noviembre.
El 29 de junio de 2007, la Unión Europea añadió a Lucha Revolucionaria a la lista de organizaciones terroristas.
En enero de 2009, las pruebas de balística de la policía griega mostraron que el arma usada en un ataque por parte de Lucha Revolucionaria el 30 de abril de 2007, fue utilizada de nuevo el 5 de enero de 2009 para disparar a un agente de policía. Una segunda arma fue utilizada en el mismo ataque del 5 de enero fue vinculado por la policía a otro ataque sucedido el 23 de diciembre de 2008 contra un autobús de la policía, aunque ese ataque ya había sido reivindicado por un grupo que se autodenomina Acción Popular (Λαϊκή Δράση, Laiki Drasi), como respuesta a la Revuelta en Grecia de 2008.
En 2012, el activista Nikos Mazioti miembro de Lucha Revolucionaria, fue condenado in absentia a 25 años de prisión. El 16 de julio de 2014, Mazioti fue detenido tras un tiroteo con la policía en la ciudad de Atenas.

## Cronología de los principales ataques
- 2003
  - 5 de septiembre: atentado contra una corte de Atenas.
- 2004
  - 5 de mayo: atentado contra una estación de policía de Atenas.
  - 29 de octubre: atentado contra un convoy de autobuses de la policía griega.
- 2005
  - 2 de junio: atentado contra el edificio del Ministerio de Trabajo.
  - 12 de diciembre: atentado contra un Ministerio de Finanzas en la Plaza Sintagma.
- 2006
  - 30 de mayo: intento de asesinato al ministro de Cultura y exministro de Orden Público, Georgios Voulgarakis.
- 2007
  - 12 de enero: ataque con cohetes contra la Embajada de Estados Unidos en Atenas.
- 2009
  - 18 de febrero: atentado con coche bomba fallido en las oficinas de Citibank en el centro de Atenas. Más tarde, la policía informó que la bomba era lo suficientemente potente como para destruir el edificio de cuatro pisos.
  - 9 de marzo: Atentado contra una sucursal de Citibank en los suburbios de Atenas.[9]